# Шагатайський сільський округ
Шагата́йський сільський округ (каз. Шағатай ауылдық округі, рос. Шагатайский сельский округ) — адміністративна одиниця у складі Теректинського району Західноказахстанської області Казахстану. Адміністративний центр — село Шагатай.
Населення — 1715 осіб (2021; 2536 у 2009, 3517 у 1999, 3243 у 1989).
Станом на 1989 рік існувала Шагатайська сільська рада (села Карабас, Кизилжар, Кугалтобек, Кутціх, Шагатай) Чапаєвського району. Село Карабас було ліквідоване 2020 року.

## Склад
До складу округу входять такі населені пункти:
| Населений пункт   | Старі назви | Населення, осіб (1989) | Населення, осіб (1999) | Населення, осіб (2009) | Населення, осіб (2021) |
| ----------------- | ----------- | ---------------------- | ---------------------- | ---------------------- | ---------------------- |
| Карабас, село     | -           | 311                    | 369                    | 242                    | -                      |
| Кизилжар, село    | -           | 418                    | 488                    | 439                    | 267                    |
| Когалитобек, село | Кугалтобек  | 433                    | 494                    | 394                    | 298                    |
| Кутсіик, село     | Кутціх      | 545                    | 504                    | 314                    | 41                     |
| Шагатай, село     | -           | 1536                   | 1662                   | 1147                   | 1109                   |